# Elezioni politiche in Italia del 1861
Le elezioni politiche in Italia del 1861 si svolsero il 27 gennaio (1º turno) e il 3 febbraio (ballottaggi) 1861. Si svolsero prima della proclamazione del Regno d'Italia, avvenuta il 17 marzo 1861.
Le prime elezioni del Regno d'Italia furono vinte dalla Destra storica.

## Sistema di voto
Le elezioni del 1861 si svolsero sulla base della legge elettorale dello stesso anno, che riconosceva il diritto di voto agli uomini di età superiore a 25 anni, alfabeti e che pagassero un certo ammontare di tasse (40 lire l'anno, salvo eccezioni per residenti in determinati territori o per categorie professionali). Il sistema elettorale era un classico maggioritario a doppio turno con collegi uninominali (443 collegi): risultavano eletti al primo turno i candidati che riportavano più del 50% dei voti e voti pari ad almeno un terzo degli aventi diritto al voto, altrimenti si teneva il ballottaggio. Gli aventi diritto al voto erano 418.696 persone su circa 22 milioni di abitanti.

### Collegi elettorali
Ogni collegio eleggeva un solo deputato. Il numero dei deputati per tutto il Regno era di 443, distribuiti nelle seguenti 59 province:
Stati del Re di Sardegna (83):
Stati del Re di Sardegna - Divisioni continentali (72):
- Alessandria (13)
- Cuneo (12)
- Genova (13)
- Novara (12)
- Porto Maurizio (3)
- Torino (19)

Stati del Re di Sardegna - Divisioni sarde (11):
- Cagliari (7)
- Sassari (4)

Ex Regno Lombardo-Veneto (61):
- Bergamo (7)
- Brescia (10)
- Como (9)
- Cremona (7)
- Milano (18)
- Pavia (8)
- Sondrio (2)

Ex Ducato di Parma e Piacenza (9):
- Parma (5)
- Piacenza (4)

Ex Ducato di Modena e Reggio (12):
- Massa e Carrara (2)
- Modena (5)
- Reggio (5)

Ex Granducato di Toscana (37):
- Arezzo (5)
- Firenze (14)
- Grosseto ed Isola d'Elba (2)
- Livorno (2)
- Lucca (5)
- Pisa (5)
- Siena (4)

Ex Stato Pontificio (49):
Ex Stato Pontificio - Legazione delle Romagne (20):
- Bologna (8)
- Ferrara (4)
- Forlì (4)
- Ravenna (4)

Ex Stato Pontificio - Legazione delle Marche (18):
- Ancona (5)
- Ascoli (4)
- Macerata (5)
- Pesaro e Urbino (4)

Ex Stato Pontificio - Legazione dell'Umbria (10):
- Umbria (10)

Ex Stato Pontificio - Legazione di Marittima e Campagna (1):
- Benevento (1)

Ex Regno delle Due Sicilie (192):
Ex Regno delle Due Sicilie - Reali Dominii al di qua del Faro - Provincie Napoletane (144):
- Abruzzo citeriore (7)
- Abruzzo ulteriore I (5)
- Abruzzo ulteriore II (7)
- Basilicata (10)
- Calabria citeriore (10)
- Calabria ulteriore I (7)
- Calabria ulteriore II (8)
- Capitanata (7)
- Molise (8)
- Napoli (18)
- Principato citeriore (12)
- Principato ulteriore (9)
- Terra di Bari (11)
- Terra di Lavoro (incluso Pontecorvo, dello Stato Pontificio) (16)
- Terra di Otranto (9)

Ex Regno delle Due Sicilie - Reali Dominii al di là del Faro - Provincie Siciliane (48):
- Catania (9)
- Caltanissetta (4)
- Girgenti (5)
- Messina (8)
- Noto (7)
- Palermo (11)
- Trapani (4)

## Partecipazione al voto
|                  | 1º Turno | Ballottagio   |
| ---------------- | -------- | ------------- |
| Votanti          | 239.583  | 107.121       |
| Elettori         | 418.696  | circa 195.476 |
| Affluenza        | 57,2%    | 54,8%         |
| Seggi proclamati | 238      | 205           |

## Risultati

### I dati dell'epoca
Le uniche indicazioni sull'appartenenza politica dei deputati riportate dalla stampa dell'epoca sono parziali.
|                           | Nord e centro | Sud | Totale |
| ------------------------- | ------------- | --- | ------ |
| Ministeriali              | 213           | 120 | 333    |
| Sinistra                  | 15            | 26  | 41     |
| Terzo partito             | 21            |     | 21     |
| Estrema destra            | 5             |     | 5      |
| Autonomisti               |               | 6   | 6      |
| Incerti                   |               | 11  | 11     |
| Totale seggi assegnati    | 254           | 163 | 417    |
| Totale seggi non indicati | 1             | 25  | 26     |
| Collegi disponibili       | 255           | 188 | 443    |

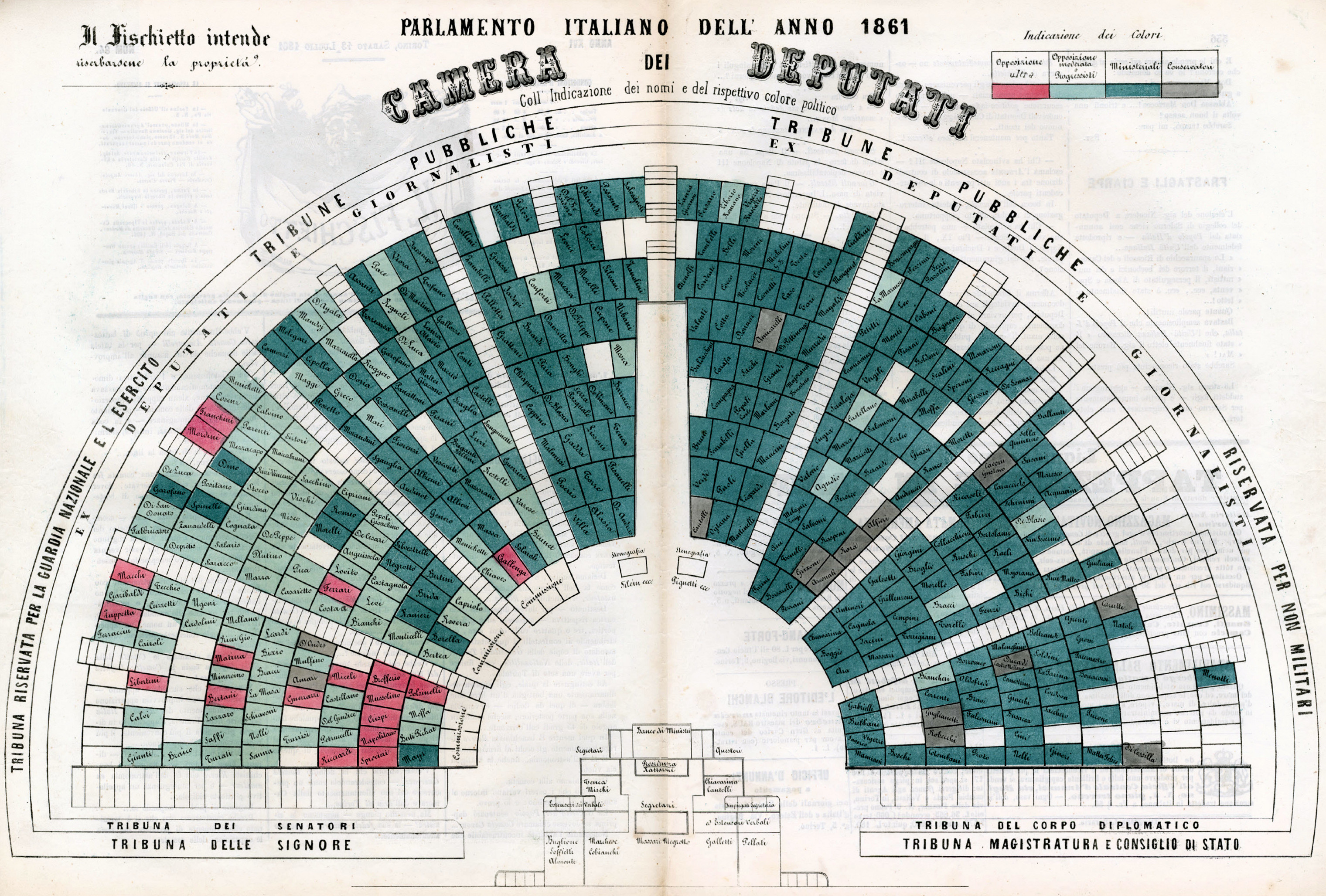
Camera dei Deputati nel 1861 con indicazione del colore politico (Il fischietto, 1861)

Il 13 luglio 1861 la rivista Il fischietto pubblicò un prospetto della Camera dei Deputati, indicando l'appartenenza politica di 364 parlamentari, a cui devono aggiungersi i membri del governo, in maggioranza.
| Appartenenza                        | Colore       | Seggi |
| ----------------------------------- | ------------ | ----- |
| Opposizione ultra                   | rosso        | 18    |
| Opposizione moderata e progressisti | verde chiaro | 93    |
| Ministeriali                        | verde scuro  | 239   |
| Conservatori                        | grigio       | 14    |
| assegnati                           | colorati     | 364   |
| liberi                              | bianco       | 95    |
| TOTALI                              |              | 459   |

### Analisi attuali
Analisi delle votazioni indicano risultati contrastanti in relazione ai voti riportati dalle fazioni politiche.
|               | Piretti 1995 | Piretti 1995 | Piretti 1995 | Piretti 1995 |        | Nohlen e Stöver 2010 | Nohlen e Stöver 2010 |
| Nord          | Centro       | Sud          | Regno        | Voti         | Seggi  |                      |                      |
| ------------- | ------------ | ------------ | ------------ | ------------ | ------ | -------------------- | -------------------- |
| Destra        | 52,48%       | 68,00%       | 34,16%       | 47,63%       | 46,1%  | 342                  |                      |
| Sinistra      | 31,21%       | 15,00%       | 27,72%       | 25,96%       | 20,4%  | 62                   |                      |
| Estrema       | 1,42%        | 1,00%        | 3,96%        | 2,48%        | 2,3%   | 14                   |                      |
| Area non nota | 14,89%       | 16,00%       | 34,16%       | 23,93%       |        |                      |                      |
| Indipendenti  |              |              |              |              | 3,9%   | 23                   |                      |
| Altri         |              |              |              |              | 27,3%  | 0                    |                      |
| Totale        | 100,00%      | 100,00%      | 100,00%      | 100,00%      | 100,0% | 441                  |                      |

### Professione dei deputati
| Professione                             | Numero |
| --------------------------------------- | ------ |
| Avvocati, procuratori, dottori in legge | 194    |
| Benestanti e nobili                     | 106    |
| Militari in servizio e in congedo       | 53     |
| Professori e insegnanti                 | 34     |
| Medici                                  | 29     |
| Magistrati                              | 23     |
| Ingegneri e architetti                  | 21     |
| Consiglieri di Stato                    | 18     |
| Sacerdoti                               | 13     |
| Funzionari e impiegati                  | 8      |
| Altri diplomati e laureati              | 7      |
| Pubblicisti e giornalisti               | 7      |
| Industriali in genere                   | 5      |
| Banchieri                               | 4      |
| Notai                                   | 1      |
| Commercianti e negozianti in genere     | 1      |
| Artisti                                 | 1      |
| Professione non indicata                | 53     |
| TOTALI                                  | 578    |